# Benitoa occidentalis
Benitoa occidentalis là một loài thực vật có hoa trong họ Cúc. Loài này được (H.M.Hall) D.D.Keck mô tả khoa học đầu tiên năm 1956.
Benitoa là một loài đặc hữu của tiểu bang California, nơi mà nó chủ yếu được biết đến từ Quận San Benito, khu vực mà nó mang tên. Các quần thể bổ sung đã được tìm thấy ở các khu vực gần như Quận Fresno và Quận Monterey.